# Dominic Cooper

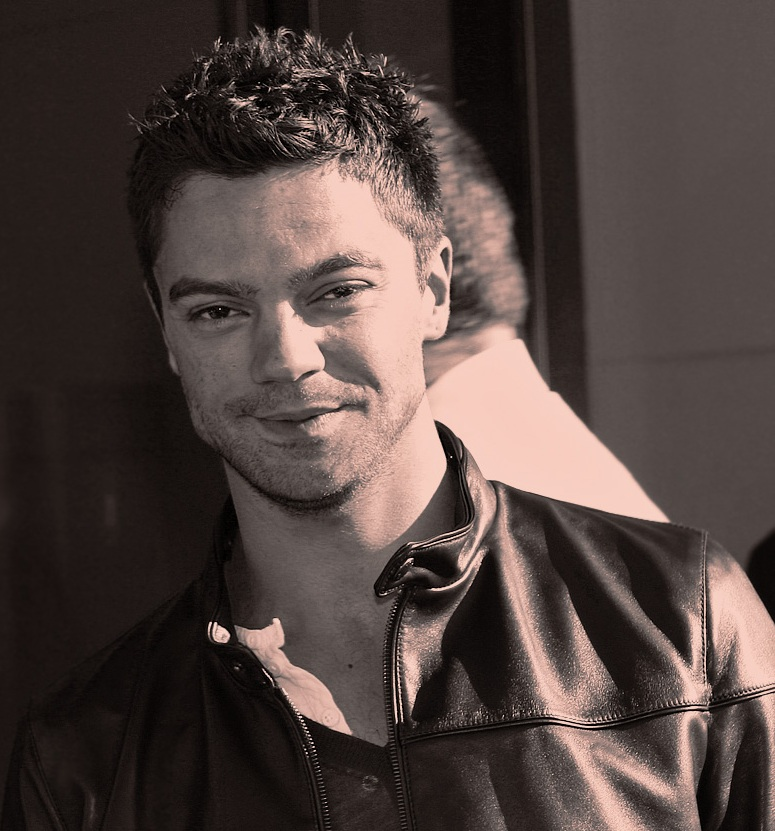
Dominic Cooper (2008)

Dominic Edward Cooper (ur. 2 czerwca 1978 w Londynie) – brytyjski aktor filmowy, telewizyjny, radiowy i teatralny. Występował m.in. jako Sky w komedii muzycznej Mamma Mia!, oraz w tytułowej roli w serialu Preacher.

## Życiorys

### Wczesne lata
Urodził się i wychował w Greenwich w Londynie jako syn Julie (z domu Heron), nauczycielki przedszkola, i Briana Coopera, aukcjonera. Miał dwóch braci: Nathana i Simona. Uczęszczał do John Ball Primary School (tutaj uczył się też aktor Jude Law) w Blackheath, a następnie kontynuował naukę w Thomas Tallis School w Kidbrooke. W 2000 roku ukończył London Academy of Music and Dramatic Art. Pracował w kawiarni.

### Kariera
Debiutował w sztuce Marka Ravenhilla Dom matczynych klapsów Molly (Mother Clap’s Molly House, 2001) na deskach londyńskiego National Theatre, gdzie grał w spektaklu Mroczne materie (His Dark Materials) jako Will Parry, sztuce Męska historia (The History Boys, 2005) jako Dakin czy tragedii Jeana Baptiste’a Racine’a Fedra (2009) z Helen Mirren i Margaret Tyzack w roli Hipolita. W 2002 z Royal Shakespeare Company zagrał Puka w komedii Williama Shakespeare’a Sen nocy letniej i Caryl Churchill Events w Royal Court Theatre. Grał na scenie w Sydney, Wellington, Hongkongu i Broadwayu. Jego rola sceniczna Dakina w przedstawieniu Alana Bennetta Męska historia (The History Boys, 2006) na broadwayowskiej scenie Broadhurst Theatre doczekała się nominacji do nagrody Drama Desk.
Po raz pierwszy wystąpił w dreszczowcu Z piekła rodem (From Hell, 2001) u boku Johnny’ego Deppa i Heather Graham. Zwrócił na siebie uwagę jako Sky w filmie muzycznym Mamma Mia! (2008) i sequelu Mamma Mia: Here We Go Again! (2018), gdzie śpiewał kilka piosenek. Potem zagrał w dramacie kostiumowym Księżna (The Duchess, 2008) u boku Keiry Knightley jako Charles Grey, dramacie Lone Scherfig Była sobie dziewczyna (An Education, 2009).
Jako Latif Yahia / Uday Hussein w filmie Lee Tamahoriego Sobowtór Diabła (The Devil’s Double, 2011) był nominowany do nagrody Saturna w kategorii „Najlepszy aktor”. W dramacie biograficznym Mój tydzień z Marilyn (My Week with Marilyn, 2011) z Michelle Williams pojawił się jako Milton H. Greene. W filmie Dracula: Historia nieznana (2014) zagrał czarny charakter sułtana Mehmeda Drugiego. Rola Iana Fleminga, autora powieści szpiegowskich z Jamesem Bondem, w miniserialu BBC America Fleming (Fleming: The Man Who Would Be Bond, 2014) przyniosła mu nominację do nagrody Satelity.

## Filmografia

### Filmy fabularne
- 2001: Anazapta jako Clerk
- 2001: Z piekła rodem (From Hell) jako Constable
- 2002: Ostatnia odsłona (The Final Curtain) jako młody ksiądz
- 2003: Musujący cyjanek (Sparkling Cyanide) jako Andy Hoffman
- 2003: I ja tam będę (I’ll Be There) jako przyjaciel
- 2003: Wojownicza królowa (Boudica)
- 2005: Śniadanie na Plutonie (Breakfast on Pluto) jako żołnierz na dyskotece
- 2006: Starter for 10 jako Spencer
- 2006: Męska historia (The History Boys) jako Dakin
- 2008: Mamma Mia! jako Sky
- 2008: Księżna (The Duchess) jako Grey
- 2009: Była sobie dziewczyna (An Education) jako Danny
- 2010: Tamara i mężczyźni (Tamara Drewe) jako Ben Sergeant
- 2011: Mój tydzień z Marilyn (My Week with Marilyn) jako Milton H. Greene
- 2011: Blood Out (Krwawa zemsta ) jako Indygo 2
- 2011: Kapitan Ameryka: Pierwsze starcie (Captain America: The First Avenger) jako Howard Stark
- 2012: Abraham Lincoln: Łowca wampirów (Abraham Lincoln: Vampire Hunter) jako Henry Sturgess
- 2014: Need for Speed jako Dino Brewster
- 2014: Dracula: Historia nieznana jako sułtan Mehmed
- 2014: Uniewinniony (Reasonable Doubt) jako Mitch Brockden
- 2016: Warcraft: Początek (Warcraft) jako król Llane
- 2017: Stratton jako John Stratton
- 2017: Ucieczka (The Escape) jako Mark
- 2018: Mamma Mia: Here We Go Again! jako Skyler „Sky” Zachary Rymand, mąż Sophie

### Filmy TV
- 2001: Uprzejmy złodziej (The Gentleman Thief) jako PC Merrifield
- 2003: Rosemary znaczy pamięć (Sparkling Cyanide) jako Andy Hoffman

### Seriale TV
- 2001: Bezkresny świat Herberta George’a Wellsa (The Infinite Worlds of H.G. Wells) jako Sidney Davidson
- 2001: Kompania braci (Band of Brothers) jako Allington
- 2004: Wbrew przeciwnościom (Down to Earth) jako Danny Wood
- 2005: Jerycho jako Marcus Hare
- 2008: Rozważna i romantyczna (Sense and Sensibility) jako Willoughby
- 2015–2016: Agentka Carter (Marvel’s Agent Carter) jako Howard Stark
- 2016−2018: Preacher jako Jesse Custer
- 2020: Miasto szpiegów (Spy City) jako Fielding Scott